# Japan Cup 2023 (ciclismo)
La Japan Cup 2023, trentesima edizione della corsa e valida come cinquantaseiesima prova dell'UCI ProSeries 2023 categoria 1.Pro, si svolse il 15 ottobre 2023 su un percorso di 164,8 km, con partenza e arrivo a Utsunomiya, in Giappone. La vittoria fu appannaggio del portoghese Rui Costa, il quale completò il percorso in 3h28'22", alla media di 47,455 km/h, precedendo il tedesco Felix Engelhardt e il francese Guillaume Martin.
Sul traguardo di Utsunomiya 48 ciclisti, dei 107 partiti dalla medesima località, portarono a termine la competizione.

## Squadre e corridori partecipanti
| N.    | Cod. | Squadra                  |
| ----- | ---- | ------------------------ |
| 1-7   | EFE  | EF Education-EasyPost    |
| 11-17 | TBV  | Bahrain Victorious       |
| 21-27 | COF  | Cofidis                  |
| 31-37 | ICW  | Intermarché-Circus-Wanty |
| 41-47 | LTK  | Lidl-Trek                |
| 51-57 | SOQ  | Soudal Quick-Step        |
| 61-67 | JAY  | Team Jayco AlUla         |
| 71-77 | IPT  | Israel-Premier Tech      |
| 81-87 | LTD  | Lotto Dstny              |
| 91-96 | TNN  | Team Novo Nordisk        |

| N.      | Cod. | Squadra                |
| ------- | ---- | ---------------------- |
| 101-107 | LGS  | Ljubljana Gusto Santic |
| 111-117 | JCL  | JCL Team Ukyo          |
| 121-126 | KIN  | Kinan Racing Team      |
| 131-137 | MTR  | Matrix Powertag        |
| 141-147 | VCH  | Victoire Hiroshima     |
| 151-156 | LVF  | Levante Fuji Shizuoka  |
| 161-167 | AIS  | Aisan Racing Team      |
| 171-177 | BLZ  | Utsunomiya Blitzen     |
| 181-187 | JPN  | Giappone               |

## Ordine d'arrivo (Top 10)
| Pos. | Corridore        | Squadra     | Tempo    |
| ---- | ---------------- | ----------- | -------- |
| 1    | Rui Costa        | Intermarché | 3h28'22" |
| 2    | Felix Engelhardt | Jayco       | s.t.     |
| 3    | Guillaume Martin | Cofidis     | a 2"     |
| 4    | Maxim Van Gils   | Lotto       | a 27"    |
| 5    | Georg Zimmermann | Intermarché | a 1'34"  |
| 6    | Riley Sheehan    | Israel      | s.t.     |
| 7    | Axel Zingle      | Cofidis     | s.t.     |
| 8    | Lorenzo Rota     | Intermarché | s.t.     |
| 9    | Michael Valgren  | EF          | s.t.     |
| 10   | Julien Bernard   | Lidl        | a 1'39"  |